# Mieruko-chan
Mieruko-chan (見える子ちゃん, lit. "A Garota Que Pode Vê-los") é uma série de mangá escrita e ilustrada por Tomoki Izumii. Os capítulos do mangá são lançados online através do website ComicWalker, da editora Kadokawa, publicados desde novembro de 2018, com doze volumes tankōbon impressos até então. Uma adaptação para anime produzida pelo estúdio Passione estreou em 3 de outubro 2021.

## Enredo
Miko Yotsuya é uma típica estudante de ensino médio que repentinamente adquire a infeliz habilidade de ver espíritos e fantasmas horríveis que a assombram bem como às pessoas ao seu redor. Apesar disso, Miko faz o possível para ignorar a existência dos fantasmas e tenta levar uma vida normal.

## Personagens
- Miko Yotsuya (四谷みこ, Yotsuya Miko)

Voz de: Sora Amamiya
Dublado por: Giulia De Brito (Brasil);
A protagonista da história. Uma estudante do ensino médio que tenta viver uma vida normal apesar de seu poder que torna seu dia a dia difícil. Ela tenta ignorar os espíritos para evitar qualquer conflito.
- Hana Yurikawa (百合川 ハナ, Yurikawa Hana)

Voz de: Kaede Hondo
Dublado por: Luana Stteger (Brasil);
A melhor amiga da Miko. Ela é viciada em todos os tipos de alimentos e passa a maior parte do tempo comendo. Ela coleciona bichos de pelúcia e produtos "Lambda Rabbit", um coelho com a letra lambda como boca. Hana tem grande energia vital que atrai fantasmas e os queima se forem fracos. Ela tem o poder de regenerar sua energia vital comendo, mas não tem consciência desse poder.
- Yulia Niguredō (二暮堂 ユリア, Niguredō Yuria)

Voz de: Ayane Sakura
Dublado por: Paula Almeida (Brasil);
Uma jovem aprendiz médium que pode ver os espíritos mais fracos, mas não pode ver os mais perigosos, que só Miko pode ver. Quando Miko tenta salvá-la ou salvar Hana de fantasmas que ela não pode ver, Julia percebe esses atos como desafios, pensando erroneamente que Miko está tentando provar sua superioridade.

## Mídia

### Mangá
Mieruko-chan é escrito e ilustrado por Tomoki Izumi, e começou a serialização no site ComicWalker da Kadokawa em novembro de 2018. Kadokawa Shoten começou a publicar as séries impressas em abril de 2019.
Em 5 de abril de 2022, a panini anunciou a publicação do mangá para o Brasil, seu lançamento é previsto para o mês de junho.

#### Lista de Volumes
| N.º | Data de lançamento      | ISBN              |
| --- | ----------------------- | ----------------- |
| 1   | 22 de abril de 2019     | 978-4-04-065658-8 |
| 2   | 21 de outubro de 2019   | 978-4-04-064092-1 |
| 3   | 21 de março de 2020     | 978-4-04-064498-1 |
| 4   | 23 de setembro de 2020  | 978-4-04-064898-9 |
| 5   | 22 de março de 2021     | 978-4-04-680257-6 |
| 6   | 22 de outubro de 2021   | 978-4-04-680715-1 |
| 7   | 22 de março de 2022     | 978-4-04-681219-3 |
| 8   | 21 de outubro de 2022   | 978-4-04-681772-3 |
| 9   | 23 de maio de 2023      | 978-4-04-682240-6 |
| 10  | 22 de fevereiro de 2024 | 978-4-04-682879-8 |
| 11  | 23 de outubro de 2024   | 978-4-04-683993-0 |
| 12  | 22 de março de 2025     | 978-4-04-684470-5 |

### Anime

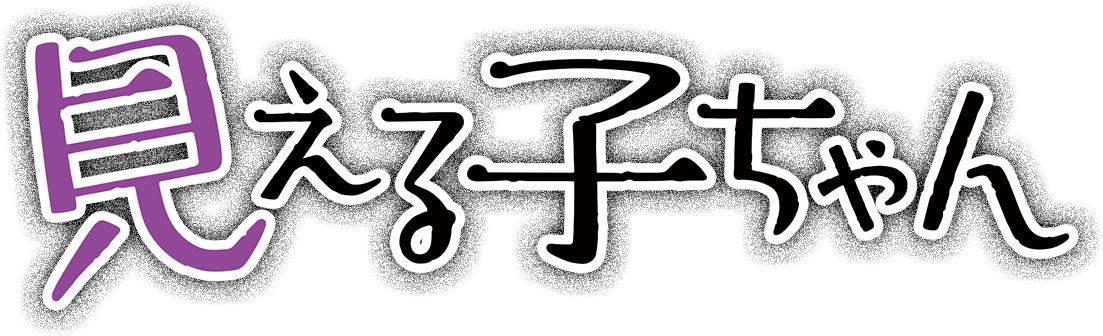
Logotipo do anime

Uma adaptação da série para anime foi anunciada em 18 de março de 2021.  A série é animada pelo estúdio Passione dirigida por Yuki Ogawa, com Takahiro Majima como assistente de diretor e Shintaro Matsushima como assistente de direção, Kenta Ihara no roteiros, Chikashi Kadekaru no design personagens e também atua como diretor-chefe de animação, e Makoto Uno no design dos monstros, Kana Utatane é o compositor músical. A estreia foi em 3 de outubro de 2021 na Tokyo MX e suas filiadas.
No Brasil a animação é transmitida simultaneamente e licenciada pela Funimation, em todo o mundo, exceto os países da Ásia. A Muse Communication licenciou a animação na região sul e sudeste da Ásia. No dia 24 de outubro de 2021 o anime recebeu dublagem para português brasileiro com quatro semanas de diferença da versão original.

#### Músicas
Os temas de abertura e encerramento são, respectivamente, cantada pela personagem Miko Yotsuya:
- Mienai Kara ne!? (見えないからね!?) – Sora Amamiya

- Mita na? Mita yo ne ?? Miteru yo ne ??? (ミタナ？　ミタヨネ？？　ミテルヨネ？？？) – Sora Amamiya

Foi lançado o CD, da trilha sonora original do anime, composta por Kana Utatane, em 27 de outubro de 2021.

#### Lista de episódios
| Nº | Título em português (Título original)                                                  | Dirigido por                                      | Escrito por | Exibição original      |
| --- | -------------------------------------------------------------------------------------- | ------------------------------------------------- | ----------- | ---------------------- |
| 1 | "Você pode vê-los?" Transcrição: "Mieru?" (見える？)                                   | Shintarō Matsushima                               | Kenta Ihara | 3 de outubro de 2021   |
| Miko Yotsuya começa a perceber coisas estranhas como cachorros latindo para o nada e uma marca de mão no seu espelho. Na escola, ela conhece sua amiga Hana Yurikawa e uma garota de olhos vermelhos de outra classe quase fala com ela mas resolve não dizer nada. Mais tarde, o penduricalho de Miko desaparece fazendo com que ela retorne à escola para encontrá-lo e, no local, ela vê uma névoa misteriosa de forma humana que desaparece. Esperando em um ponto de ônibus na chuva, um fantasma aterrorizante de uma mulher velha em decomposição aparece e exige saber se Miko consegue vê-la. Apesar de estar assustada, Miko finge que não vê nada e o fantasma eventualmente desaparece. Miko volta para casa mas, enquanto se prepara para dormir, o fantasma de um homem aparece em seu banheiro e inclina-se com a mão no espelho, explicando a marca da mão que havia visto naquela manhã. O espírito também pergunta se ela é capaz de vê-lo, mas ela consegue ignorá-lo até que ele desapareça. Miko coloca sal em seu quarto para afastar os espíritos e tenta dormir, contudo ela descobre que o sal não surte efeito quando o homem do banheiro reaparece com a cabeça saindo de seu estômago. No dia seguinte, na escola, Miko vê o fantasma de uma aluna morta e, em lágrimas, percebe que ela não estava sonhado e realmente está vendo fantasmas.                                                                                        |                                                                                        |                                                   |             |                        |
| 2 | "É claro que ela pode vê-los!" Transcrição: "Chō Mieru" (超見える)                     | Takahiro Majima                                   | Kenta Ihara | 10 de outubro de 2021  |
| Miko começa a ver fantasmas na escola, começando com o fantasma de uma estudante que fica caminhando pelos corredores e depois uma cabeça desencarnada que assombra o vestiário da escola. Ela então vê um fantasma tateando a Hana e é incapaz de se livrar dele até que o espectro vê a enfermeira mais atraente da escola e passa a tateá-la no lugar de Hana. Depois da escola, Miko e Hana saem para comprar doces. Miko se distrai olhando para seu celular e acidentalmente acaba entrando em uma fila de fantasmas que estão aguardando para serem comidos por um fantasma gigante. Depois de comprarem doces, Hana e Miko encontram um gatinho abandonado que é assombrado por um fantasma. Hana faz uma postagem nas redes sociais para ver se alguém está disposto a adotar o animal. Dois homens chegam, um jovem charmoso e um homem intimidador com cicatrizes no rosto. Miko vê o homem bonito cercado por espíritos felinos malignos e decide dar o gatinho ao homem com cicatrizes, que é acompanhado por dois espíritos felinos angelicais com duas caudas. O homem com cicatrizes aceita o gatinho e o leva para casa, onde é revelado que ele obteve suas cicatrizes de arranhões de outros gatos. Ele carinhosamente cuida do gatinho enquanto os espíritos de sua esposa e seus gatos anteriores o fazem companhia. |                                                                                        |                                                   |             |                        |
| 3 | "Ela ainda pode vê-los!" Transcrição: "Mada Mieru" (まだ見える)                        | Mitsuki Kitamura                                  | Kenta Ihara | 17 de outubro de 2021  |
| Miko sai para encontrar Hana em um café mas é assombrada por um fantasma tagarela no ônibus. No café, ela vê um jovem bonito que é assombrado pelo espírito de uma mulher ciumenta pegajosa e tem que convencer secretamente o fantasma de que ela não está interessada no homem. Depois que Hana chega, Miko vê que o homem bonito está namorando uma mulher que é assombrada por vários espíritos de homens ciumentos, dando a ela a impressão de que os dois são amantes infiéis. Miko então compra algumas contas de oração para tentar afastar os fantasmas e, embora elas inicialmente funcionem, as contas de oração quebram imediatamente quando ela encontra um fantasma poderoso. Vendo que as contas de oração de Miko quebraram, Hana leva Miko a uma cartomante local chamada Madrinha. A madrinha inicialmente testa uma conta de oração barata em Miko na tentativa de enganá-la, mas percebe que Miko é assombrada quando a conta de oração quebra, e ela pode ver a forma tênue de um fantasma atrás de Miko. Ela também vê Hana irradiando uma aura de energia poderosa, que a protege de fantasmas, mas que também serve para atraí-los. Para ajudar Miko, a madrinha dá a ela seu colar de oração mais poderoso. No entanto, as contas de oração também se quebram. Miko desiste de tentar usar as contas de oração e a madrinha, cujo nome verdadeiro é Mitsue Takeda, decide se aposentar da cartomancia e vai viver com o filho no campo. |                                                                                        |                                                   |             |                        |
| 4 | "Sim, ela pode vê-los!" Transcrição: "Yappari Mieru" (やっぱり見える)                  | Takahiro Majima                                   | Kenta Ihara | 24 de outubro de 2021  |
| Miko continua tentando lidar com uma vida de ser capaz de ver fantasmas conforme ela começa a vê-los em livrarias e em torno de máquinas de venda automática. Enquanto fazia compras com Hana, ela comprou um pudim de castanhas especial da estação. Enquanto isso, o irmão de Miko, Kyousuke, percebe seu comportamento estranho e começa a suspeitar que ela está em um relacionamento abusivo com algum namorado. Querendo proteger Miko, Kyousuke segue Miko secretamente, mas não tem conhecimento dos fantasmas que a assombram. Mais tarde naquela noite, Miko se oferece para tomar banho acompanhada de Kyousuke no intuito de afastar um fantasma que está assombrando o banheiro. Kyousuke não percebe nenhuma marca de chupão em seu corpo e começa a relaxar. No dia seguinte, Miko tenta tomar o café da manhã com sua família mas um grande fantasma aparece. Miko pede licença e deixa o pudim de castanha no altar do funeral de seu pai. É então revelado que o pai de Miko sempre foi um fantasma. Seu pai se desculpa por ter comido o seu pudim no ano passado sem permissão. Ele nunca teve a chance de falar isso antes de morrer em um acidente. Miko fica feliz por ter conseguido se comunicar com o pai. Em uma cena pós-crédito é revelado que Miko também é capaz de ver fantasmas em programas de televisão. |                                                                                        |                                                   |             |                        |
| 5 | "Eu também posso vê-los!" Transcrição: "Watashi mo Mieru" (ワタシも見える)             | Shintarō Matsushima, Takahiro Majima              | Kenta Ihara | 31 de outubro de 2021  |
| Yulia tem um segredo: ela pode ver espíritos ao seu redor, e ela tem certeza que Miko também pode! Miko não parece muito interessada em revelar seu poder, no entanto... |                                                                                        |                                                   |             |                        |
| 6 | "Ela pode mesmo ver os loucos!" Transcrição: "Sugoi no Mieru" (スゴいの見える)         | Mitsuki Kitamura                                  | Kenta Ihara | 7 de novembro de 2021  |
| Ao contrário da Miko, Hana não tem ideia do tipo de monstro que atrai. Quando uma verdadeira louca começa a assombrá-la, enfim, Miko decide que precisa fazer algo a respeito! |                                                                                        |                                                   |             |                        |
| 7 | "Você viu aquilo?" Transcrição: "Mita?" (見た？)                                       | Shintarō Matsushima                               | Kenta Ihara | 14 de novembro de 2021 |
| Yulia está determinada a fazer Miko revelar seus verdadeiros poderes para ela - e aceitar que Yulia é uma vidente, assim como ela! Talvez uma viagem a um túnel assombrdo resolva o problema? |                                                                                        |                                                   |             |                        |
| 8 | "As coisas que ela vê." Transcrição: "Mieteru Mono" (見えてるもの)                     | Tatsuya Ishiguro                                  | Kenta Ihara | 21 de novembro de 2021 |
| Não existe uma ida às compras normal quando se trata de Miko. Durante uma conversa com sua professora Miko começa a repensar a sua "não abordagem" aos fantasmas. Mas será que ela vai enfrentá-los? |                                                                                        |                                                   |             |                        |
| 9 | "As coisas que ela já viu!" Transcrição: "Mita Koto Aru" (見たことある)                | Tadashi Nakamura                                  | Kenta Ihara | 28 de novembro de 2021 |
| Ela pode ver pessoas mortas... mas opta por ignorá-las. Esse é o plano de Miko, entretanto, com resultados horríveis (e, às vezes, hilários). |                                                                                        |                                                   |             |                        |
| 10 | "Não olhe!" Transcrição: "Miru na" (見るな)                                            | Mitsuki Kitamura, Takahiro Majima, Shun'ichi Katō | Kenta Ihara | 5 de dezembro de 2021  |
| Quando a fome de Hana sai do controle, Mijo chega à aterrorizante conclusão sobre a causa disso. Mas ela pode ajudar quando sabe que não pode encarar a causa da fome? |                                                                                        |                                                   |             |                        |
| 11 | "Ela vê?" Transcrição: "Miru?" (見る？)                                                | Shintarō Matsushima, Shun'ichi Katō               | Kenta Ihara | 12 de dezembro de 2021 |
| Miko reforça sua determinação em combater os espíritos! A terrível verdade por trás do espírito de seu professor surge e Miko precisa reagir! |                                                                                        |                                                   |             |                        |
| 12 | "Mieruko-chan: A Garota que pode vê-los!" Transcrição: "Mieruko-chan" (見える子ちゃん) | Takahiro Majima, Tatsuya Ishiguro                 | Kenta Ihara | 19 de dezembro de 2021 |
| Depois de perceber que está com dívidas espirituais, Miko procura seus benfeitores para mostrar gratidão. A vida parece voltar ao normal para Miko ou, pelo menos, o que parece ser normal para ela. |                                                                                        |                                                   |             |                        |

## Recepção
Em 2019, o mangá foi indicado para o 5º Next Manga Awards, na categoria digital ficando em 10º lugar.

### Mangá
- «Mieruko-chan» (em japonês). na Comic-walker
- «Mieruko-chan» (em japonês). na editora Kadokawa
- «「見える子ちゃん」公式【10月3日放送開始】- @mierukochan_PR» (em japonês). twitter oficial (mangá)
- Mieruko-chan (anime) na enciclopédia do Anime News Network (em inglês)

### Anime
- Página oficial do Anime
- Mieruko-chan (anime) na enciclopédia do Anime News Network (em inglês)

Streaming
- «Mieruko-chan». na Funimation